# لوده
در تئاتر یونان باستان، لوده (برابر با :Bomolochus همچنین Clawn) همراه آیرون و آلازون از شخصیت‌های قراردادی کمدی قدیم یونان‌اند. لوده در نمایش‌ها با مسخره‌بازی تماشاچیان را به خنده می‌انداخت و فضا را شاد می‌کرد اما سهمی در مسیر وقایع نداشت.
در زبان یونانی امروزی، این کلمه به یک فرد بددهان اشاره دارد.